# Eleonora (miniserie televisiva)
Eleonora è uno sceneggiato televisivo della Rai, scritto nel 1972 da Tullio Pinelli. Il personaggio principale, Eleonora, è interpretato da Giulietta Masina. La trama e le musiche di Bruno Nicolai rievocano le atmosfere del periodo risorgimentale italiano.
Nonostante all'epoca la Rai trasmettesse ufficialmente ancora in bianco e nero, tale sceneggiato, in un'ottica di distribuzione internazionale, fu invece realizzato a colori. 
La seconda puntata (andata in onda il 2 dicembre 1973) fu il primo programma ad essere trasmesso dalla Rai alle 20.30 (e non più alle 21, orario di prima serata che durava fin dal 1957) per effetto della politica di austerity sancita dal Governo Italiano, entrata in vigore quel giorno, e che obbligava la Rai a chiudere le trasmissioni in anticipo provocando un anticipo dell'orario del Telegiornale alle ore 20 (orario in vigore tutt'oggi) e della prima serata.

## Trama
Ambientato intorno alla metà del XIX secolo in una Milano che conosce una separazione netta, impermeabile tra i vari ceti sociali. Eleonora appartiene all'alta borghesia, ad una famiglia che la educa al culto della rispettabilità sociale e all'importanza del benessere economico. È la figlia scialba, timida, garbata, di un uomo severo, rigidissimo, e sorella di una bella e giovanissima fanciulla, molto più estroversa di lei. Eleonora trascorre le sue giornate in casa e proprio dalla finestra, una delle finestre di casa, osserva un pittore (l'attore Giulio Brogi) innamorandosene da lontano, in silenzio, ma in maniera definitiva.
Dunque si innamora di questo giovane artista, nullatenente e anticonvenzionale, che farà parte del movimento della "scapigliatura" che la trascinerà in un vortice di sentimenti e d'amore forti. È lei a chiedergli di poterlo seguire. Lui accetta incuriosito e lusingato da tanto amore. Il loro diventerà un legame, lei partorirà parecchi suoi figli, ma lui, l'artista, seguirà il mondo della sua arte, fra alcol, altre donne e viaggi di cui nemmeno parlerà. Eppure tornerà sempre da lei, fino a confessarle, quando sta per morire ancora giovane, di essere sempre stato innamorato di lei, nonostante tutto.
Con la nascita dei bambini Eleonora ricostruisce il rapporto con suo padre, che dopo la fuga di lei l'aveva cancellata dalla sua vita. Ma Eleonora, indomita eroina indipendente e caparbia (molto moderno il suo ritratto di donna), continuerà la sua vita insieme ai suoi bambini e conoscerà un giovane, figlio che il suo defunto amore ebbe da chissà chi prima di conoscere lei, accogliendolo nella sua famiglia come se fosse anche suo figlio.

## Colonna sonora
La colonna sonora dello sceneggiato sembra anch'essa riflettere la struggente atmosfera dei luoghi e delle esperienze vissute dalla protagonista.